# Wereldbeker waterpolo
De Wereldbeker waterpolo (Officieel: FINA Water Polo World Cup) is een internationale waterpolocompetitie die in 1979 werd opgericht. Tot 1999 werd de wereldbeker om de twee jaar gehouden, sinds 2002 om de vier jaar.

## Mannen

### Podia
| Jaar | Gastland                      | Winnaar              | 2e plaats        | 3e plaats        |
| ---- | ----------------------------- | -------------------- | ---------------- | ---------------- |
| 2025 | Podgorica, Montenegro         | Spanje               | Griekenland      | Hongarije        |
| 2023 | Los Angeles, Verenigde Staten | Spanje               | Italië           | Verenigde Staten |
| 2018 | Berlijn, Duitsland            | Hongarije            | Australië        | Servië           |
| 2014 | Almaty, Kazachstan            | Servië               | Hongarije        | Kroatië          |
| 2010 | Oradea, Roemenië              | Servië               | Kroatië          | Spanje           |
| 2006 | Boedapest, Hongarije          | Servië en Montenegro | Hongarije        | Spanje           |
| 2002 | Belgrado, Joegoslavië         | Rusland              | Hongarije        | Joegoslavië      |
| 1999 | Sydney, Australië             | Hongarije            | Italië           | Spanje           |
| 1997 | Athene, Griekenland           | Verenigde Staten     | Griekenland      | Hongarije        |
| 1995 | Atlanta, Verenigde Staten     | Hongarije            | Italië           | Rusland          |
| 1993 | Athene, Griekenland           | Italië               | Hongarije        | Australië        |
| 1991 | Barcelona, Spanje             | Verenigde Staten     | Joegoslavië      | Spanje           |
| 1989 | West-Berlijn, West-Duitsland  | Joegoslavië          | Italië           | Hongarije        |
| 1987 | Thessaloniki, Griekenland     | Joegoslavië          | Sovjet-Unie      | West-Duitsland   |
| 1985 | Duisburg, West-Duitsland      | West-Duitsland       | Verenigde Staten | Spanje           |
| 1983 | Malibu, Verenigde Staten      | Sovjet-Unie          | West-Duitsland   | Italië           |
| 1981 | Long Beach, Verenigde Staten  | Sovjet-Unie          | Joegoslavië      | Cuba             |
| 1979 | Rijeka, Joegoslavië           | Hongarije            | Verenigde Staten | Joegoslavië      |

### Medaillespiegel
| Plaats | Land             | Winnaar | e plaats | e plaats | Totaal |
| 1      | Servië           | 5       | 2        | 3        | 10     |
| 2      | Hongarije        | 4       | 4        | 3        | 11     |
| 3      | Rusland          | 4       | 1        | 1        | 6      |
| 4      | Verenigde Staten | 2       | 2        | 1        | 5      |
| 5      | Spanje           | 2       | 0        | 5        | 7      |
| 6      | Italië           | 1       | 4        | 1        | 6      |
| 7      | Duitsland        | 1       | 1        | 1        | 3      |
| 8      | Griekenland      | 0       | 2        | 0        | 2      |
| 9      | Kroatië          | 0       | 1        | 1        | 2      |
| =      | Australië        | 0       | 1        | 1        | 2      |
| 11     | Cuba             | 0       | 0        | 1        | 1      |

1. ↑  Servië is de officiële opvolger van de teams van "Joegoslavië" en "Servië en Montenegro".
2. ↑  Rusland is de officiële opvolger van het team van de "Sovjet-Unie".

## Vrouwen

### Podia
| Jaar | Gastland                     | Winnaar          | 2e plaats        | 3e plaats        |
| ---- | ---------------------------- | ---------------- | ---------------- | ---------------- |
| 2025 | Chengdu, China               | Griekenland      | Hongarije        | Nederland        |
| 2023 | Long Beach, Verenigde Staten | Verenigde Staten | Nederland        | Spanje           |
| 2018 | Soergoet, Rusland            | Verenigde Staten | Rusland          | Australië        |
| 2014 | Chanty-Mansiejsk, Rusland    | Verenigde Staten | Australië        | Spanje           |
| 2010 | Christchurch, Nieuw-Zeeland  | Verenigde Staten | Australië        | China            |
| 2006 | Tianjin, China               | Australië        | Italië           | Rusland          |
| 2002 | Perth, Australië             | Hongarije        | Verenigde Staten | Canada           |
| 1999 | Winnipeg, Canada             | Nederland        | Australië        | Italië           |
| 1997 | Nancy, Frankrijk             | Nederland        | Rusland          | Australië        |
| 1995 | Sydney, Australië            | Australië        | Nederland        | Hongarije        |
| 1993 | Catania, Italië              | Nederland        | Italië           | Hongarije        |
| 1991 | Long Beach, Verenigde Staten | Nederland        | Australië        | Verenigde Staten |
| 1989 | Eindhoven, Nederland         | Nederland        | Verenigde Staten | Hongarije        |
| 1988 | Christchurch, Nieuw-Zeeland  | Nederland        | Hongarije        | Canada           |
| 1984 | Irvine, Verenigde Staten     | Australië        | Verenigde Staten | Nederland        |
| 1983 | Sainte-Foy, Canada           | Nederland        | Verenigde Staten | Australië        |
| 1981 | Brisbane, Australië          | Canada           | Nederland        | Australië        |
| 1980 | Breda, Nederland             | Nederland        | Verenigde Staten | Canada           |
| 1979 | Merced, Verenigde Staten     | Verenigde Staten | Nederland        | Australië        |

### Medaillespiegel
| Plaats | Land             | Winnaar | 2e plaats | 3e plaats | Totaal |
| 1      | Nederland        | 8       | 4         | 2         | 14     |
| 2      | Verenigde Staten | 5       | 5         | 1         | 11     |
| 3      | Australië        | 3       | 4         | 5         | 12     |
| 4      | Hongarije        | 1       | 2         | 3         | 6      |
| 5      | Canada           | 1       | –         | 3         | 4      |
| 6      | Griekenland      | 1       | –         | –         | 1      |
| 7      | Italië           | –       | 2         | 1         | 3      |
| =      | Rusland          | –       | 2         | 1         | 3      |
| 9      | Spanje           | –       | –         | 2         | 2      |
| 10     | China            | –       | –         | 1         | 1      |